# Arena (gebouw)

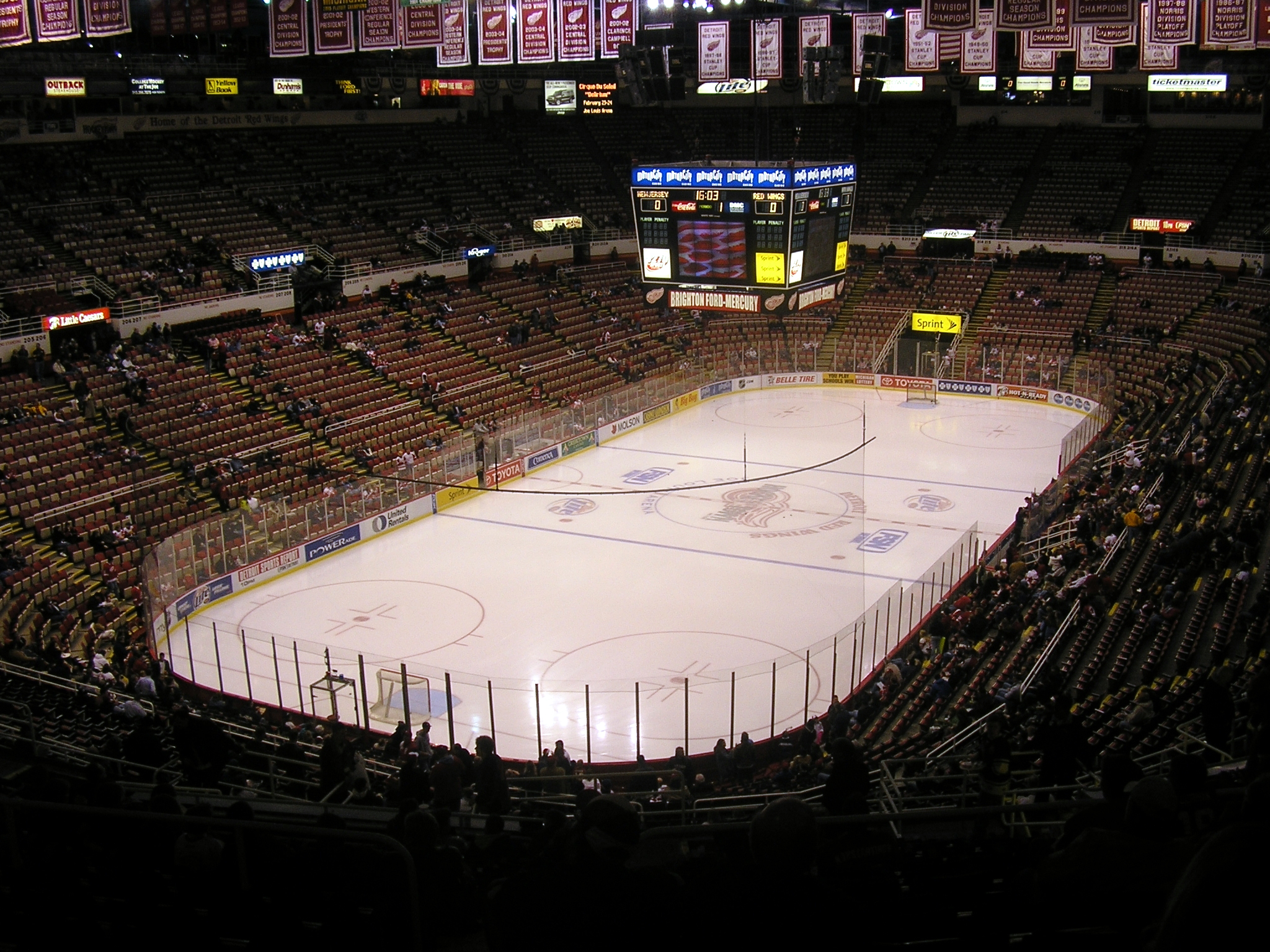
Arena

Een arena is een afgesloten gebied, doorgaans ovaal- of cirkelvormig, ontworpen om theater-, muziek- of sportevenementen te laten zien. De bezoekers zitten rond de arena, op een tribune die altijd hoger gelegen is dan het gebied waar het spektakel plaatsvindt.
Het woord arena is Latijn voor zand of zandvloer. In de historische arena's in de tijd van het Romeinse Rijk was zand ook wat er in een arena werd gebruikt. Ook in het Spaans is dit het woord voor zand.
In een Romeinse arena werden gladiatorengevechten gehouden, gevechten met dieren en executies van gevangenen. Een bekende Romeinse arena is het Colosseum in Rome. Arena's werden ook gebouwd in het oude Griekenland en andere landen uit de oudheid rond de Middellandse Zee.

## Afgeleide betekenissen
Soms wordt de term arena gebruikt als synoniem voor een groot stadion, zoals bij de Johan Cruijff ArenA. De term kent daarnaast een metaforisch gebruik, zoals in de politieke arena. 